# Adolf Blutsch

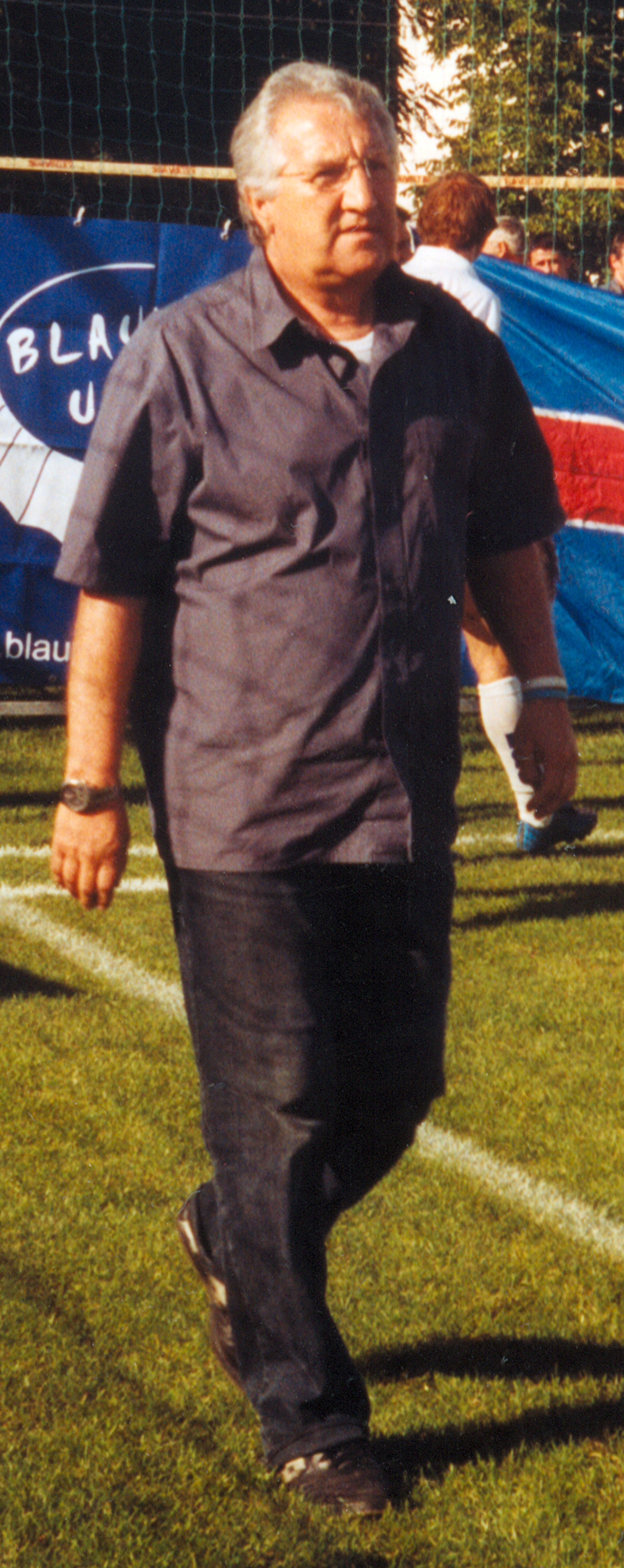
Adolf Blutsch als Trainer des FC Blau-Weiß Linz (September 2005)

Adolf „Dolfi“ Blutsch (* 18. August 1940 in Wien) ist ein ehemaliger österreichischer Fußballspieler und -trainer. Als Mittelfeldspieler gewann er Meisterschaften mit FK Austria Wien und dem Linzer ASK sowie mit dem Hakoah Club in Australien. Als Trainer führte er 1993 GKS Kattowitz zum Pokalsieg in Polen.

## Karriere
Blutsch trat erstmals in der Saison 1958/59 in der Nationalliga an und entwickelte sich beim FK Austria Wien rasch zum Stammspieler. 1960 gewann er mit der Austria das Finale ÖFB Cups mit 3:1 gegen Rapid Wien. 1961 und 1962 spielte er an der Seite weiterer Österreicher wie Leo Baumgartner, Karl Jarosch und Peter Hrncir im australischen Sydney beim Hakoah Club, mit dem er in beiden Jahren die Staatsmeisterschaft von Neusüdwales gewann, was in Ermangelung eines nationalen Meisterschaftswettbewerbes das höchste erreichbare Ziel war. Blutsch war Teil einer Welle von österreichischen Fußballern, die sich im Gefolge einer Australientour des FK Austria Mitte 1957 bei Vereinen dort verdingten, zumal man dort für „mehr als die Hand und ein Schnitzel“ spielte.
Zu Weihnachten 1962 besuchte Blutsch mit seinen österreichischen Mannschaftskollegen von Hakoah Adolf Handorf und Heinz Dolezal Wien. Blutsch kehrte nicht mehr nach Sydney zurück, obwohl Hakoah ihm das Fluggeld transferierte. Er schloss sich wieder der Austria an, war aber zunächst wegen seines Wechsels nach Australien, der ohne Ablösegeld erfolgte, bis Ostern gesperrt. Bis zum Saisonende, wo sich die Austria als Meister feiern konnte, kam er noch zu drei Staatsliga Einsätzen Anschließend wechselte er zum Linzer ASK, wo 1964 Dritter wurde und der Meistermannschaft 1964/65 angehörte. Es folgten jeweils einjährige Engagements beim Sportclub, Schwarz-Weiß Bregenz, FC Wacker Innsbruck, mit dem er Vizemeister wurde, und erneut Bregenz. Von 1969 bis 1973 spielte er drei Saisonen beim SV Austria Salzburg, mit dem er 1971 Vizemeister wurde. Anschließend spielte er erneut ein Jahr bei Bregenz, ehe er nach dem Abstieg 1973/74 mit dem FC Vorarlberg seine Spielerlaufbahn beendete. Insgesamt trat er in 252 Spielen in der höchsten österreichischen Spielklasse an und erzielte dabei 18 Treffer.
Seine erfolgreiche Trainerkarriere führte Adolf Blutsch mehrmals nach Salzburg. Beim SAK 1914 war er in der Herbstsaison 1976 als Betreuer tätig. Den USK Anif führte Blutsch in seiner Trainerära von 1977 bis 1978 auf direktem Weg aus der Salzburger Liga in die 2. Division. Beim SV Austria Salzburg folgte er 1986 auf Hannes Winklbauer. In seine Zeit in Lehen fiel die Beinahe-Fusion mit dem SAK 1914.
Blutsch war als Trainer weiters beim SW Bregenz, dem Zweitligisten SV Rapid Lienz (ÖFB-Cup-Semifinale 1976 als Spielertrainer), Linzer ASK, den er 1978/79 zum Aufstieg in die erste Liga führte, wo er in der er 1980 Dritter wurde, und Grazer AK. Zur Saison 1992/93 wurde er der erste westliche Trainer in Polen nach dem Fall des „eisernen Vorhangs“  und führte den GKS Kattowitz mit dem Nationalspieler Roman Szewczyk zum Cupsieg von 1993. Des Weiteren trainierte er Wiener Sportclub (12/1993 bis 5/1995), Vorwärts Steyr (1996 bis März 1998), SV Spittal (1999/2000), LASK Amateure (2000–2004), BNZ Linz tätig und kam im Frühjahr 2005 zum FC Blau-Weiß Linz, den er bis zum Ende der Herbstsaison 2006 in der Regionalliga Mitte betreute. Im April 2008 wurde Blutsch vom SV Gmunden engagiert, um den Verein vor dem drohenden Abstieg aus der Regionalliga Mitte zu bewahren, was ihm aber nicht gelang.

## Stationen

### Als Spieler
- 1958 bis 1960: FK Austria Wien
- 1961 bis 1962: Hakoah Sydney
- 1963: FK Austria Wien
- 1964 bis 1965: Linzer ASK
- 1965 bis 1966: Wiener Sport-Club
- 1966 bis 1967: Schwarz-Weiß Bregenz
- 1967 bis 1968: FC Wacker Innsbruck
- 1968 bis 1969: Schwarz-Weiß Bregenz
- 1969 bis 1973: SV Austria Salzburg
- 1973 bis 1974: FC Vorarlberg

### Als Trainer
- FC Vorarlberg (Spielertrainer)
- 1975 bis 1976: SV Rapid Lienz
- 1976 bis 1978: USK Anif
- 1978 bis 1983: Linzer ASK
- 1984 bis 1985: Favoritner AC
- 1986: SV Austria Salzburg
- 1986 bis 1987: Grazer AK
- 1987: Linzer ASK
- 1990: Linzer ASK
- 1992 bis 1993: GKS Katowice
- 1993 bis 1995: Wiener Sport-Club
- 1996 bis 1998: SK Vorwärts Steyr
- 1999 bis 2000: SV Spittal/Drau
- 2001 bis 2005: Linzer ASK Amateure
- 2005 bis 2006: FC Blau-Weiß Linz
- 2008: SV Gmunden